# Senza discutere/Immagini
Senza discutere/Immagini è il 22° singolo discografico del gruppo musicale italiano dei Nomadi, pubblicato in Italia nel 1975 dalla Columbia.

## Tracce
1. Senza discutere – 3:20 (Alberto Salerno, Umberto Napolitano, Guido Maria Ferilli)
2. Immagini – 3:25 (Beppe Carletti, Carlo Alberto Contini)

Durata totale: 6:45